# Pohlia bavarica
Pohlia bavarica là một loài Rêu trong họ Bryaceae. Loài này được (Warnst.) Warnst. miêu tả khoa học đầu tiên năm 1908.